# Сады Бускетт
Сады Бускетт (англ. Buskett Gardens; итал. Boschetto) — один из немногих лесных массивов на Мальте, расположен в плодородной долине Вид-иль-Лук в Сиджеви. Участок площадью 30 га находится к западу от Сиджеви (Читта-Фердинанд) и немного восточнее Дингли. На краю сада возвышается дворец Вердала, официальная резиденция президента Мальты.

## История
Раньше Мальту покрывали естественные леса, но деревья были вырублены в 16—17 веках для верфей (производство галеонов) и в сельскохозяйственных целях. Территория нынешних садов Бускетт была сохранена рыцарями-госпитальерами в качестве охотничьего заповедника.
В июне 1557 года великий магистр Клод де ла Сангль переехал в Бускетт, так как его здоровье начало ухудшаться. Он умер в Мдине через два месяца.

## Описание
Сады состоят из различных лесных массивов, образованных широколиственными деревьями, хвойными деревьями, произрастающими на Мальте, и средиземноморскими вечнозелёными кустарниками — гаригой и маквисом. Есть также рощи фруктовых деревьев.
Сады очень популярны среди мальтийцев, которые часто гуляют здесь в спокойной обстановке или устраивают пикники в тени деревьев. 29 июня в садах устраивается фиеста по случаю Имнарджи. Сотни людей собираются там накануне вечера, чтобы отведать традиционного мальтийского тушёного кролика, приготовленного в вине, послушать традиционную народную музыку и пение, а утром повеселиться на ежегодной сельскохозяйственной выставке.

## Дворец Вердала

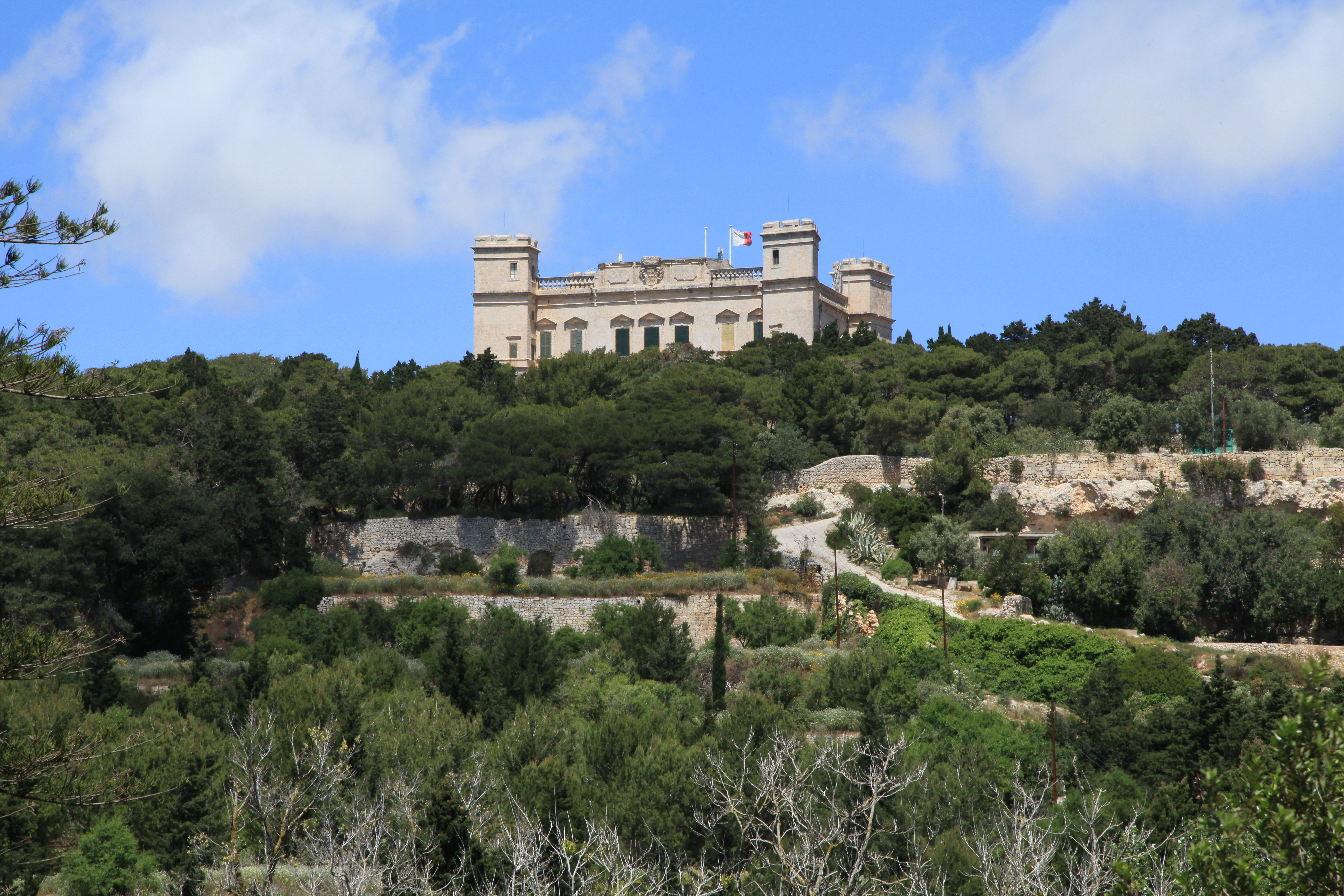
Дворец Вердала и сады Бускетт

Дворец Вердала расположен на вершине холма с видом на сады Бускетт. Его построил великий магистр Гуго де Вердала в 1588 году в качестве летней резиденции. Сейчас, после реконструкции, здание служит летней резиденцией президента Мальты. Дворец закрыт для публики, но это знаковое здание, которое хорошо видно со скал Дингли, возвышающихся над садами Бускетт.

## Ключевая орнитологическая территория
Сады были классифицированы BirdLife International как ключевая орнитологическая территория (Important Bird Area, IBA), поскольку являются местом обитания огромного количества птиц, особенно служат убежищем для тех из них, которые пролетают через Мальтийский архипелаг весной и осенью. Во время ежегодных перелётов здесь останавливаются, в частности, осоеды (Pernis apivorus), болотные луни (Circus aeruginosus), пустельги (Falco tinnunculus), чеглоки (Falco subbuteo), соколы Элеоноры (Falco eleonorae).